# Kristian Lien
Kristian (Strømland) Lien (Flekkefjord, 30 september 2001) is een Noorse profvoetballer die doorgaans als centrumspits speelt. Hij staat momenteel onder contract bij FC Groningen.

## Clubcarrière

### Flekkefjord FK
Lien begon met voetballen bij Flekkefjord FK waar hij op zijn 15e in de vierde divisie zijn debuut maakte in het eerste elftal. 

### IK Start
Voor het seizoen 2019 maakte hij de overstap naar IK Start waar hij in de onder-19 van de club uit Kristiansand terechtkwam. Hij speelde regelmatig met het tweede elftal mee. Vanwege zijn vele doelpunten werd hij beloond met een driejarig profcontract. Na een aantal keren op de bank te hebben gezeten maakte hij op 2 november 2019 zijn debuut in het eerste elftal. Hij kwam in de 84e minuut in het veld tijdens de met 2-1 gewonnen thuiswedstrijd tegen Ullensaker/Kisa IL.

### Flekkerøy IF
IK Start verhuurde hem in het seizoen 2020 aan Flekkerøy IF. Een ploeg uit de 2. Divisjon. Hij maakte zijn debuut op 8 augustus 2020 in de met 1-0 gewonnen thuiswedstrijd tegen Arendal Fotball. Hij werd in de 68e minuut in het veld gebracht. De rest van het seizoen bleef voor Lien louter beperkt tot invalbeurten. Aan het einde van het seizoen nam Flekkerøy IF hem definitief over en tekende Lien een contract voor twee jaar. In het seizoen 2021 kwam hij in het basiselftal terecht en op 26 juli 2021 scoorde hij zijn eerste doelpunt in de met 3-2 verloren uitwedstrijd tegen Nardo FK. Tijdens het seizoen 2022 begon hij zijn draai te vinden en scoorde in de eerste seizoenshelft in 14 wedstrijden 12 doelpunten.

### Mjøndalen IF
In augustus 2022 besloot Lien tijdens het lopende seizoen de overstap naar Mjøndalen IF te maken. Hij tekende een contract voor twee en half jaar. Op 22 augustus 2022 maakte hij in de 75e minuut zijn debuut in de met 3-1 verloren uitwedstrijd tegen Åsane Fotball. Op 8 november 2022 maakte hij zijn eerste doelpunt tijdens de met 3-1 gewonnen thuiswedstrijd tegen SK Brann. Lien kwam dat seizoen niet verder dan een aantal invalbeurten. In het seizoen 2023 speelde hij zich definitief in het eerste elftal waar hij in 15 wedstrijden 10 doelpunten wist te maken. Op het moment dat hij een volgende stap in zijn carrière ging maken stond hij samen met Benjamin Stokke van Kristiansund op de eerste plaats van de topscorerslijst van de 1. divisjon. 

### FC Groningen
Lien werd in de zomer van 2023 gecontracteerd door FC Groningen. Hij tekende een vierjarig contract met een optie voor nog een jaar en maakte op 21 augustus 2023 zijn debuut in de met 1-0 verloren uitwedstrijd tegen Jong FC Utrecht. Trainer Dick Lukkien bracht hem in de 83e minuut in het veld voor Liam van Gelderen. In de wedstrijden daarna beperkt de inzet van Noor zich enkel tot een paar invalbeurten en komt hij drie keer in actie bij de Onder-21 waarin hij elke wedstrijd weet te scoren. Als invaller tegen TOP Oss wist hij op 11 februari zijn eerste doelpunt te maken voor de club. 

## Clubstatistieken
| Seizoen                    | Club            | Competitie      | Competitie | Competitie | Beker | Beker | Overig | Overig | Totaal | Totaal |
| Seizoen                    | Club            | Competitie      | Wed.       | Dlp.       | Wed.  | Dlp.  | Wed.   | Dlp.   | Wed.   | Dlp.   |
| -------------------------- | --------------- | --------------- | ---------- | ---------- | ----- | ----- | ------ | ------ | ------ | ------ |
| 2019                       | IK Start        | 1. divisjon     | 1          | 0          | 0     | 0     | 0      | 0      | 1      | 0      |
| 2020                       | Flekkerøy IF    | 2. divisjon     | 10         | 0          | 0     | 0     | 0      | 0      | 10     | 0      |
| 2021                       | Flekkerøy IF    | 2. divisjon     | 24         | 2          | 3     | 0     | 0      | 0      | 27     | 2      |
| 2022                       | Flekkerøy IF    | 2. divisjon     | 14         | 12         | 2     | 0     | 0      | 0      | 16     | 12     |
| 2022                       | Mjøndalen IF    | 1. divisjon     | 10         | 1          | 0     | 0     | 0      | 0      | 10     | 1      |
| 2023                       | Mjøndalen IF    | 1. divisjon     | 15         | 10         | 2     | 3     | 0      | 0      | 17     | 13     |
| 2023/24                    | FC Groningen    | Eerste Divisie  | 15         | 1          | 1     | 0     | 0      | 0      | 16     | 1      |
| Carrière totaal            | Carrière totaal | Carrière totaal | 89         | 26         | 8     | 3     | 0      | 0      | 96     | 29     |
| Bijgewerkt op 13 mei 2024. |                 |                 |            |            |       |       |        |        |        |        |